# Ryuji Michiki
Ryuji Michiki (路木 龍次, Michiki Ryuji, Nagasaki, 25 augustus 1973) is een Japans voormalig voetballer die als verdediger speelde.

## Clubcarrière
Michiki speelde tussen 1992 en 2003 voor Sanfrecce Hiroshima, Yokohama F. Marinos, Urawa Red Diamonds, Vissel Kobe en Oita Trinita.

## Japans voetbalelftal
Michiki debuteerde in 1996 in het Japans nationaal elftal en speelde 4 interlands. Hij vertegenwoordigde zijn vaderland op de Olympische Spelen 1996 in Atlanta. Ondanks een overwinning op Brazilië (1-0) werd de Japanse olympische selectie onder leiding van bondscoach Akira Nishino al in de groepsronde uitgeschakeld.

## Statistieken
| Japans voetbalelftal | Japans voetbalelftal | Japans voetbalelftal |
| Jaar                 | Wed.                 | Dlp.                 |
| -------------------- | -------------------- | -------------------- |
| 1996                 | 1                    | 0                    |
| 1997                 | 3                    | 0                    |
| Totaal               | 4                    | 0                    |